# Вакцинація проти COVID-19 в Індії
Вакцинація проти COVID-19 в Індії — це кампанія масової імунізації населення Індії проти COVID-19 під час пандемії коронавірусної хвороби. Індія розпочала вакцинацію проти COVID-19 16 січня 2021 року. Станом на 4 березня 2023 року в Індії введено 2,2 мільярда доз вакцини, включно з першою, другою та бустерною (додатковою) дозами вакцини. В Індії 95 % відповідного населення (старші 12 років) отримали принаймні одну щеплення, а 88 % відповідного населення (старші 12 років) були повністю вакциновані.
Індія спочатку схвалила вакцину Oxford–AstraZeneca (вироблену за ліцензією Інститутом сироватки крові Індії під торговою назвою «Covishield») і «Коваксин» (вакцину, розроблену місцевою компанією «Bharat Biotech»). Пізніше схвалення також отримала вакцина «Спутник V» (вироблений за ліцензією «Dr. Reddy's Laboratories», а додаткове виробництво в Інституті сироватки крові Індії було розпочато у вересні 2020 року), вакцина «Moderna», вакцина Johnson & Johnson і ZyCoV-D (вакцина, розроблена місцевою компанією «Zydus Cadila»), та інші вакцини-кандидати, які проходили місцеві клінічні дослідження.
Згідно з дослідженням у червні 2022 року, опублікованим у «The Lancet», вакцинація проти COVID-19 в Індії запобігла додатковим 4,2 мільйонам смертей з 8 грудня 2020 року по 8 грудня 2021 року.

## Проведення вакцинації

### Загальна кількість введених доз
Загальна кількість введених доз по країні станом на 4 березня 2023 року:
| Дози                      | Вакцинація (відсоток вакцинованого населення, що відповідає вимогам) |
| ------------------------- | -------------------------------------------------------------------- |
| Частково вакциновані      | 1 025 789 302(94,61)                                                 |
| Повністю вакциновані      | 952 033 158(87,81)                                                   |
| Додаткова (бустерна) доза | 228 593 024                                                          |

### Вакцинація за статтю
Вакцинація в Індії за статтю
| Стать    | щеплення   |
| Чоловіки | 1006086799 |
| Жінки    | 967431679  |
| Інші     | 480887     |

### Вакцинація за маркою вакцини
Кількість щеплень в Індії за марками вакцин станом на 4 березня 2023 року
| Марка     | Щеплення   |
| --------- | ---------- |
| Ковішелд  | 1749357213 |
| Коваксин  | 363774435  |
| Спутник V | 1232692    |
| Corbevax  | 73804121   |
| Covovax   | 33326      |

### Вакцинація за віковими групами
Щеплення в Індії за віковими групами станом на 4 березня 2023 року
| Вікові групи | Вакциновано |
| ------------ | ----------- |
| 12-14        | 73825081    |
| 15-17        | 115942821   |
| 18-44        | 1130838083  |
| 45-60        | 419783374   |
| 60+          | 302346969   |

### Наявні центри вакцинації
В Індії створено загалом 112700 центрів вакцинації, з них 110000 державних і 2700 приватних.
Громадяни віком від 12 років можуть записатися на прийом через платформу COWIN або зареєструватися на місці. Усі вакцинальні центри мають реєстратуру, кабіни для щеплень та оглядові. Сертифікати про вакцинацію можна завантажити в цифровому вигляді через платформу COWIN, або громадяни можуть попросити друковану копію в центрах вакцинації. Усі державні центри вакцинації проводять безкоштовну вакцинацію, приватні центри стягують плату.

## Історія та хронологія

### Перша фаза, початкові схвалення, запуск програми вакцинації
У вересні 2020 року міністр охорони здоров'я Індії Харш Вардхан заявив, що країна планує схвалити та розпочати вакцинацію до першого кварталу 2021 року. Першими вакцинованими мали стати 30 мільйонів медичних працівників, які безпосередньо займаються хворими на COVID-19.

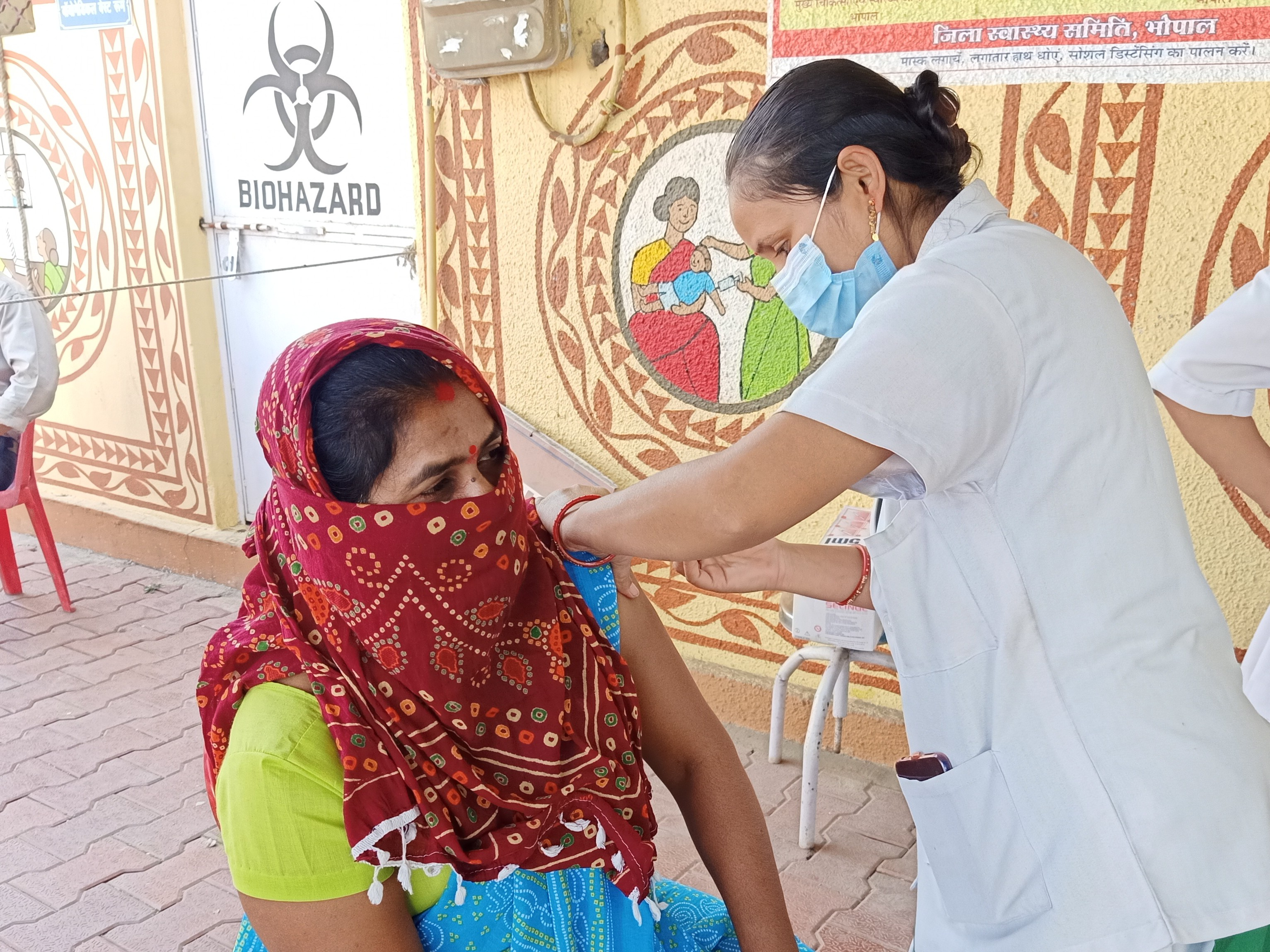
Профілактична вакцинація проти COVID-19 у Бхопалі, Індія

1 січня 2021 року агентство з лікарських засобів Індії схвалив екстрене використання вакцини Oxford–AstraZeneca (місцева торгова назва «Ковішелд»). 2 січня агентство з лікарських засобів також надало тимчасовий дозвіл на екстрене використання вакцини BBV152 (торгова назва «Коваксин»), вітчизняної вакцини, розробленої компанією «Bharat Biotech» спільно з Індійською радою з медичних досліджень і Національним Інститут вірусології. Це схвалення було сприйнято з деяким занепокоєнням, оскільки на той час вакцина не завершила ІІІ фазу клінічних досліджень. Завдяки тій ситуації ті, хто отримував «Коваксин», мали підписати форму згоди, тоді як деякі штати вирішили перевести «Коваксин» до «буферного запасу» та переважно закупляли «Ковішелд».
Індія розпочала свою програму вакцинації 16 січня 2021 року, на початку якої працювало 3006 центрів вакцинації. Кожен центр вакцинації вводив або «Ковішелд», або «Коваксин», але не обидві. 165714 осіб були вакциновані в перший день вакцинації. Труднощі із завантаженням списків вакцинованих у деяких містах призвели до затримок. За перші 3 дні було вакциновано 631417 осіб. З них 0,18 % повідомили про побічні ефекти, і 9 осіб (0,002 %) були госпіталізовані для спостереження та лікування. У ті перші дні висловлювалися занепокоєння щодо низької явки у зв'язку з поєднання проблем щодо безпеки вакцини, технічних проблем із використовуваним програмним забезпеченням та дезінформацією.
Перший етап вакцинації проводився із залученням медичних працівників і працівників служб швидкого реагування, включаючи поліцію, воєнізовані сили, санітарних працівників і волонтерів з ліквідації наслідків стихійних лих. До 1 березня було вакциновано лише 14 мільйонів медичних працівників і працівників екстрених служб, що не досягло початкової мети в 30 мільйонів.

### Другий етап
Наступний етап вакцинації охопив усіх мешканців країни віком від 60 років, жителів віком від 45 до 60 років з одним або кількома відповідними супутніми захворюваннями, а також усіх медичних працівників або інших працівників, які не отримали щеплення під час першого етапу. Онлайн-реєстрація розпочалася 1 березня через додаток Aarogya Setu та вебсайт Co-WIN («Перемога над COVID-19»). На тлі початку великої другої хвилі епідемії в країні експорт вакцин було призупинено в березні 2021 року, і уряд замовив 110 мільйонів доз «Ковішелд» в Інституті сироватки крові Індії. Інститут мав намір виробляти 100 мільйонів доз на місяць, але до травня 2021 року його виробничі потужності становили лише 60–70 мільйонів доз. Після завершення клінічних досліджень 11 березня 2021 року регуляторний орган Індії видав дозвіл на повне схвалення вакцини «Коваксин».
З 1 квітня право на вакцинацію було поширено на всіх мешканців країни віком від 45 років. 8 квітня прем'єр-міністр Нарендра Моді закликав провести чотириденний фестиваль «Teeka Utsav» («Фестиваль вакцин») з 11 по 14 квітня з метою пришвидшення вакцинації, щоб вакцинувати якомога більше відповідних жителів країни. До кінця фестивалю Індія досягла загального обсягу понад 111 мільйонів введених доз вакцини.

### Третій етап, схвалення Спутник V
12 квітня 2021 року регуляторне агентство схвалило російську вакцину «Спутник V» для екстреного використання в Індії. У вересні 2020 року в країні було проведено клінічне дослідження 3 фази, яке показало 91,6 % її ефективності. Місцевий дистриб'ютор російської вакцини Dr. Reddy's Laboratories заявив, що планує отримати вакцину в Індії до кінця травня 2021 року.
19 квітня повідомлено, що наступний етап програми вакцинації розпочнеться 1 травня, розширюючи право отримання вакцини на всіх мешканців країни віком від 18 років. На етапі 3 окремим зацікавленим сторонам також було надано більше гнучкості у проведенні програми вакцинації. У рамках цього плану лише половина вакцин, закуплених центральною лабораторією лікарських засобів у виробників, розподілятиметься центральним урядом. Ці поставки надходитимуть до державних клінік і пропонуватимуться безкоштовно мешканцям віком від 45 років і працівникам, які мають пріоритет, і передаватимуться до штатів на основі таких факторів, як кількість активних випадків захворювання та швидкість введення вакцин. Решту буде передано окремим штатам, і придбано на відкритому ринку (включаючи приватні лікарні), які зможуть обслуговувати жителів країни віком від 18 років.
Реєстрація на наступний етап розпочалася 28 квітня; за один день було зареєстровано майже 13,3 мільйона осіб. Через проблеми з постачанням кілька штатів, у тому числі Делі, Гуджарат і Мадх'я-Прадеш, оголосили, що відкладуть масову вакцинацію до кінця місяця.
Перша партія із 150 тисяч доз вакцини «Спутник V» надійшла 1 травня, введення її почалося 14 травня. Приблизно 156 мільйонів доз очікувалися між серпнем і груднем; спочатку вакцина буде надходити з Росії, але внутрішнє виробництво її очікувалося до серпня 2021 року.
13 травня регуляторне агентство схвалило фазу 2 і фазу 3 клінічних досліджень вакцини «Коваксин» на дітях віком від 2 до 18 років. 14 травня офіційні особи охорони здоров'я прогнозували, що на основі очікуваного схвалення додаткових варіантів вакцини країна може отримати щонайменше 2,17 мільярда додаткових доз вакцини з серпня по грудень 2021 року. 25 травня Індія перевищила поріг у 200 мільйонів введених доз вакцини. 3 червня міністерство охорони здоров'я та добробуту попередньо замовило 300 мільйонів доз потенційної четвертої вакцини «Corbevax», яка проходила фазу 3 клінічних досліджень.
23 травня центральний уряд дозволив реєстрацію для вакцинації по всій країні; медичний працівник у центрі вакцинації реєструє реципієнта в базі даних вакцинації Co-win. У заяві під присягою до Верховного суду уряд стверджував, що станом на 23 червня близько 78 % вакцин було введено особам після реєстрації в базі даних.

### Повернення до централізованих закупівель
31 травня у Верховному суді Індії було дано свідчення під присягою з вимогою переглянути стратегію розповсюдження вакцини центрального уряду, припускаючи, що рішення вакцинувати безоплатно лише працівників, які мають пріоритет, і осіб старших 45 років було «на перший погляд довільним і ірраціональним».
7 червня прем'єр-міністр Нарендра Моді оголосив, що Індія повернеться до централізованих закупівель вакцин до 21 червня. У зверненні Моді заявив, що кілька голів урядів штатів вимагали від центрального уряду переглянути свою нову стратегію розподілу та відновити систему, яку він використовував до травня. Як і раніше, центр закуповуватиме до 75 % вакцин для країни у гуртових виробників, і постачатиме їх у штати без додаткової плати. Вакцини тепер надаватимуться безкоштовно для осіб вікової групи 18–44 роки. Приватні лікарні, як і раніше, відповідатимуть за решту 25 % закупівель, але плата за призначення тепер обмежена 150 рупіями (1,90 долара США).
21 червня, у день, коли ці зміни набули чинності, було введено приблизно 8270 тисяч доз — це найбільше в Індії за один день до цього моменту. У штатах Мадх'я-Прадеш і Карнатака були найвищі загальні показники серед штатів. Член парламенту П. Чідамбарам звинуватив партію Бхаратія джаната парті в «притримуванні» доз вакцини в дні до 21 червня, щоб заохотити більшу кількість; 7 штатів, контрольованих Бхаратія джаната парті, увійшли до десятки штатів, де вводилося найбільше доз вакцини того дня, деякі з цих штатів мали нижчу за середню кількість вакцинацій за кілька днів до 21 червня (наприклад, Мадх'я-Прадеш, де було зроблено 692 вакцинації до 20 червня, зроблено 1690000 вакцинацій 21 червня, а наступного дня кількість вакцинацій у штаті значно впала).
23 червня в Індії було введено понад 300 мільйонів доз вакцини. 28 червня Індія випередила США за загальним обсягом введених доз вакцини. 29 червня регуляторне агентство Індії схвалило вакцину «Moderna» (яку імпортувала компанія «Cipla») для екстреного використання. Вінод Кумар Пол заявив, що вакцина Pfizer також, найімовірніше, буде незабаром схвалена.

### 500 мільйонів, схвалення вакцини Johnson & Johnson і рекорд
6 серпня 2021 року Індія перетнула рубіж у 500 мільйонів доз протягом 6 місяців з моменту початку програми вакцинації.
7 серпня 2021 року регуляторне агентство лікарських засобів схвалило екстрене використання однодозової вакцини Johnson and Johnson. 16 серпня 2021 року Індія ввела близько 8,81 мільйона доз вакцин проти COVID-19, досягнувши найвищого одноденного рекорду та перевищивши свій попередній рекорд у 8,61 мільйона доз, до 16 серпня загальна кількість доз перевищили позначку в 55 мільйонів.

### Схвалення ZyCoV-D для дітей віком від 12 років і одноденні досягення рівня щеплення
20 серпня 2021 року Індія надала екстрений дозвіл на вакцину ZyCoV-D від «Zydus Cadila», першої в світі вакцини проти COVID-19 на основі ДНК-плазмід, для осіб віком від 12 років. Індія надала екстрений дозвіл на використання першої в світі вакцини проти COVID-19 на основі ДНК, виготовленої компанією для дорослих і дітей віком від 12 років. Вакцину вводять за допомогою безголкового аплікатора. 30 вересня 2021 року уряд оголосив, що вакцина ZyCoV-D буде вводитися трикратно, і буде включена в програму вакцинації проти COVID-19 Індії.
З 10 серпня 2021 року іноземні громадяни, які проживають в Індії, тепер можуть отримати вакцинацію від COVID-19, зареєструвавшись на платформі Cowin. Як і інші відповідні бенефіціари, іноземні громадяни можуть забронювати місце через портал і використовувати свій паспорт як документ для підтвердження своєї особи для процесу реєстрації.
Станом на 26 серпня 2021 року 50 % дорослого населення в Індії було щеплено принаймні однією дозою схвалених вакцин, що включало 99 % охоплення серед медичних працівників і 100 % працівників першої лінії для першої дози.
27 серпня 2021 року Індія перетнула рубіж і ввела понад 10 мільйонів доз вакцини проти COVID-19 за один день, встановивши новий світовий рекорд. Уттар-Прадеш очолив список найбільшої кількості вакцинації на день з 2,8 мільйона доз, за ним Карнатака з 1 мільйоном доз, і Махараштра на третьому місці з 0,98 мільйона доз.
29 серпня 2021 року Гімачал-Прадеш став першим штатом, який завершив введення перших доз вакцини проти COVID-19 100 % населення.
До вересня 2021 року всі дорослі особи в Сіккімі, Дадра і Нагар-Хавелі, Гімачал-Прадеш, Гоа, Ладакх і Лакшадвіп отримали принаймні одну дозу вакцини проти COVID-19, оскільки загальна кількість введених в країні ін'єкцій перевищила 750 мільйонів. Багато міських корпорацій, талаків, грампанчаятів і районів також зробили першу дозу вакцинації проти COVID-19 100 % свого дорослого населення.
У день народження Нарендри Моді 17 вересня 2021 року було вакциновано 25 мільйонів осіб. Це найвищий показник вакцинації за один день у всьому світі. Існують дані, що на посадовців міг бути чинений сильний тиск, щоб збільшити та перекрутити дані, щоб зафіксувати більшу кількість щеплень у день народження прем'єр-міністра, оскільки деяким людям, які не отримали щеплення від COVID-19, якимось чином, імовірно, було видано сертифікати про вакцинацію, включаючи тих, які є померлими.
27 вересня Індія вп'яте ввела понад 10 мільйонів доз вакцини, а загальне охоплення вакцинацією перевищило 860 мільйонів осіб. 2 жовтня це число зросло до 960 мільйонів.

### Бустерні дози та педіатричні вакцини
До вересня 2021 року кілька компаній отримали дозвіл на початок клінічних випробувань вакцин проти COVID-19 для дітей. Також точилися дискусії щодо того, чи буде Індія використовувати бустерні дози вакцини, при цьому уряд стверджував, що вивчається можливість їх застосування, і що уряд зосереджений на своїй меті ввести первинну серію доз вакцини всім дорослим. 21 жовтня 2021 року Індія перетнула позначку в один мільярд введених доз вакцини.
26 грудня 2021 року прем'єр-міністр Нарендра Моді оголосив, що з 3 січня 2022 року право на вакцинацію буде поширено на молодь віком від 15 до 18 років (з 1 січня 2022 року відкрито онлайн-реєстрацію); ця вікова група отримуватиме суто «Коваксин». Також було повідомлено, що бустерні дози стануть доступними з 10 січня 2022 року, починаючи з працівників, які безпосередньо беруть участь у боротьбі з епідемією, а також осіб віком від 60 років із супутніми захворюваннями. У цій когорті дози будуть пріоритетними для тих, хто отримав свою другу дозу щонайменше 9 місяців тому.
14 березня 2022 року міністр охорони здоров'я Індії Мансух Мандавія оголосив, що право на вакцинацію буде поширено на дітей віком 12–14 років і що ця група отримуватиме суто Corbevax. Право на ревакцинацію також було поширено на всіх дорослих віком від 60 років. 8 квітня 2022 року міністерство охорони здоров'я та добробуту сім'ї оголосило, що з 10 квітня всі дорослі віком від 18 років матимуть право на бустерні дози, які будуть проводитися в приватних центрах вакцинації.
У травні 2022 року Верховний суд Індії постановив, що обов'язковість вакцинації проти COVID-19 є неконституційною, посилаючись на «нову наукову думку», згідно з якою вакцини проти COVID-19 не зменшують ризик передачі хвороби вакцинованими.

## Розробка та постачання вакцини
Станом на початок травня 2020 року в Індії розроблялося понад 30 вакцин-кандидатів, багато з яких уже проходили доклінічні дослідження.
Інститут сироватки крові Індії в Пуне є найбільшим у світі виробником вакцин. Ця існуюча потужність дозволила Індії стати головним учасником програми COVAX з розповсюдження вакцин у країни, що розвиваються. У лютому 2020 року інститут розпочав клінічні дослідження вакцин-кандидатів на тваринах. У квітні 2020 року Інститут сироватки крові оголосив, що подасть заявку на проведення клінічних випробувань до регуляторного агентства Індії у квітні 2020 року. Президент Інституту сироватки крові Адар Пунавалла сказав, що вакцина розпочне вироблятись протягом року, та спрогнозував її ефективність між 70 і 80 %.
У серпні 2020 року Інститут сироватки крові отримав схвалення на проведення клінічних досліджень ІІ і ІІІ фази своєї версії вакцини, що розробляється AstraZeneca і компанією «Vaccitech» Оксфордського університету. Інститут сироватки крові приєднався до GAVI у партнерстві з Фондом Білла та Мелінди Гейтс для виробництва 100 мільйонів доз вакцини для країн, що розвиваються. Інститут сироватки крові планував виробляти від 1,5 до 2,5 мільярда доз вакцини AstraZeneca на рік під торговою назвою «Ковішелд». На момент схвалення в січні 2021 року компанія накопичила 50 мільйонів доз вакцини, але це значно менше, ніж її мета в 400 мільйонів. Уряд розпорядився поставити 21 мільйон доз вакцини до лютого, але компанія повідомила, що жодних додаткових замовлень не було. Натомість компанія почала експортувати залишки запасів.
Компанія «Bharat Biotech» у Гайдарабаді у співпраці з американською компанією «FluGen» планувала розпочати перші клінічні випробування назальної вакцини до кінця 2020 року. У травні 2020 року Індійська рада медичних досліджень у партнерстві з «Bharat Biotech» розробила вакцину проти COVID-19 суто в Індії. У червні 2020 року компанія отримала схвалення індійського регуляторного агентства на початок першої та другої фаз клінічних досліджень своєї вакцини BBV152 (торгова назва «Коваксин»). У вересні 2020 року повідомлялося, що під час доклінічних випробувань на тваринах «Коваксин» зміг створити імунітет. У липні 2021 року «Bharat Biotech» повідомила про наявність у вакцини 64 % (95 % довірчий інтервал 29–82 %) ефективності проти безсимптомних випадків, 78 % (довірчий інтервал 65–86 %) ефективності проти симптоматичних випадків, 93 % (довірчий інтервал 57–100 %) ефективності проти важкої інфекції COVID-19, а також 65 % (довірчий інтервал 33–83 %) ефективності проти варіанту Дельта. 20 квітня 2021 року компанія «Bharat Biotech» оголосила, що розширила свої виробничі потужності для виробництва вакцини «Коваксин» до 700 мільйонів доз на рік.
Компанія «Cadila Healthcare» розпочала розробку вакцини в березні 2020 року, включаючи векторну вакцину та вакцину на основі ДНК-плазмід. У середині липня 2020 року «Cadila» провела перші дослідження на людях своєї вакцини-кандидата ZyCoV-D, і отримала схвалення на ІІІ фазу клінічних досліджень у січні 2021 року. Виробництво цієї вакцини в штроких масштабах розпочалося в квітні 2021 року, а «Cadila» очікувала отримати дозвіл на екстрене використання вакцини у період з травня по червень 2021 року. 1 липня 2021 року «Cadila Healthcare» повідомила, що за даними проміжного аналізу фази 3 клінічного дослідження ефективність вакцини становить 66,6 % проти симптоматичного перебігу COVID-19 і 100 % проти помірного або важкого перебігу хвороби.
У вересні 2020 року компанія «Dr. Reddy's Laboratories» у партнерстві з Російським фондом прямих інвестицій провели 3 фазу клінічних досліджень вакцини «Спутник V» в Індії та почали доставляти в країну вакцину після схвалення. У квітні 2021 року генеральний директор Російського фонду прямих інвестицій Кирило Дмитрієв сказав у інтерв'ю медіакомпанії NDTV, що в Індії є «п'ять чудових виробників», які вироблятимуть вакцину, і вважає, що країна може стати «центром виробництва» «Спутник V» для використання та експорту. Компанія «Dr. Reddy's» також працювала з регуляторним агентством над схваленням «Спутник Лайт» — варіанту «Спутник V», що складається лише з одної дози.
У квітні 2021 року була схвалена фаза 3 клінічних досліджень іншої вакцини «Corbevax», яка є білковою субодиничною вакциною, яка розробляється «BioE», університетським медичним коледжем Бейлор та «Dynavax Technologies».
2 червня 2021 року регуляторне агентство Індії скасував вимогу про проведення специфічних для Індії клінічних досліджень (перехідних досліджень) для вакцин-кандидатів, розроблених за межами Індії, за умови, що вони вже схвалені визнаним міжнародним агентством охорони здоров'я, таким як Всесвітня організація охорони здоров'я, Європейське агентство з лікарських засобів, Управління з контролю за продуктами й ліками США (FDA), Агентство з регулювання лікарських засобів і медичних виробів Великої Британії (MHRA) або Агентство з фармацевтичних препаратів і медичних пристроїв Японії. Ці зміни мали на меті допомогти прискорити доступність вакцин, які вже використовуються в інших країнах.
У середині липня 2021 року повідомлялося, що затвердження вакцин Moderna та Pfizer, а також партії вакцин, наданих США (включаючи вакцини AstraZeneca, Janssen, Moderna та Pfizer), зіткнулися із затримками через запити від їхніх виробників за положення про відшкодування від влади Індії, що звільнить їх від юридичної відповідальності за побічні реакції.
21 вересня 2021 року уряд Індії заявив, що не закуповуватиме вакцини Pfizer-BioNTech і Moderna, оскільки внутрішнє виробництво доступніших вакцин, які легше зберігати, значно зросло.
На саміті чотиристороннього діалогу з питань безпеки прем'єр-міністр Нарендра Моді оголосив, що Індія надасть 8 мільйонів доз вакцини Johnson & Johnson до кінця жовтня 2021 року в рамках партнерства «Quad vaccine». Вона буде виготовлена в Індії компанією «Biological E», та буде готова до кінця жовтня, що сумісно з рішенням країни відновити експорт вакцини.
6 лютого 2022 року регуляторне агентство Індії схвалив вакцину «Спутник Лайт» для екстреного використання в Індії.

### Стратегії проведення вакцинації
Оптимізація проведення вакцинації в Індії включає адаптацію стратегій до демографічної та епідеміологічної ситуації шляхом моделювання сценаріїв вакцинації, дослідження заходів для охоплення дітей з групи ризику, та спільної оптимізації стратегії вакцинації для суспільної та індивідуальної вигоди паралельно.

### Використання вакцин
| Вакцина           | Статус         | Виробнича потужність | Планова потужність | Замовлені дози | Схвалення      | Застосування         |
| ----------------- | -------------- | -------------------- | ------------------ | -------------- | -------------- | -------------------- |
| Ковішелд          | застосовується | 840 мільйонів        | -                  | 750 мільйонів  | 1 січня 2021   | 16 січня 2021        |
| Коваксин          | застосовується | 700 мільйонів        | -                  | 550 мільйонів  | 3 січня 2021   | 16 січня 2021        |
| Спутник V         | застосовується | 140 мільйонів        | -                  | 156 мільйонів  | 12 квітня 2021 | 14 травня 2021       |
| Corbevax          | застосовується | -                    | 960 мільйонів      | 300 мільйонів  | 28 грудня 2021 | 16 березня 2022      |
| Moderna           | схвалена       | Тільки імпорт        | -                  | -              | 29 червня 2021 | Замовлення скасовано |
| Johnson & Johnson | схвалена       | -                    | 8 мільйонів        | -              | 7 серпня 2021  | ще ні                |
| ZyCoV-D           | схвалена       | -                    | 240 мільйонів      | 10 мільйонів   | 20 серпня 2021 | ще ні                |
| Covovax           | схвалена       | -                    | -                  | 200 мільйонів  | 28 грудня 2021 | ще ні                |
| Спутник Лайт      | схвалена       | -                    | -                  | -              | 6 лютого 2022  | ще ні                |

У вересні 2021 року уряд Індії оголосив, що не купуватиме вакцини проти COVID-19 у Pfizer/BioNTech і Moderna, головним чином через те, що внутрішня продукція доступніша та простіша у використанні. Продажі вакцин Інституту сироватки крові Індії, «Bharat Biotech» і «Cadila Healthcare» підскочили в кількості. Індія мала надати 8 мільйонів доз вакцини Johnson and Johnson до кінця жовтня в рамках партнерства «Quad vaccine».

### Вакцини на стадії досліджень
| Вакцина | Тип (технологія)                     | I фаза   | II фаза | III фаза     | Кількість учасників клінічного дослідження | Планова потужність |
| ------- | ------------------------------------ | -------- | ------- | ------------ | ------------------------------------------ | ------------------ |
| BBV154  | Аденовірусний вектор (інтраназальна) | виконано | триває  | В очікуванні | 175                                        | 100 мільйонів      |
| HGC019  | мРНК                                 | виконано | триває  | В очікуванні | 120                                        | 60 мільйонів       |

## Глобальне поширення вакцин, вироблених в Індії
Vaccine Maitri (англ. Vaccine Friendship) — це гуманітарна ініціатива уряду Індії з надання вакцин проти COVID-19 країнам у всьому світі. Уряд почав надавати вакцини з 20 січня 2021 року. Станом на 6 березня 2022 року Індія поставила близько 163 мільйонів доз вакцин у 96 країн. З них 14,3 мільйона доз були подаровані 46 країнам урядом Індії. Решта 107,1 мільйона були поставлені виробником вакцини за його рекламою, а 41,5 мільйона доз були поставлені через програму COVAX. Наприкінці березня 2021 року уряд Індії тимчасово заморозив експорт «Ковішелд», посилаючись на власну COVID-кризу в Індії та внутрішню потребу в цих вакцинах. Міністр охорони здоров'я Індії Мансух Мандавія повідомив у вересні 2021 року, що Індія відновить експорт вакцин з жовтня до інших країн.
27 березня 2021 року Індія подарувала миротворцям ООН 200 тисяч доз вакцини проти COVID-19 для розповсюдження серед миротворчих місій.

### Вакцини
В Індії є дві повністю схвалені вакцини проти COVID-19: «Ковішелд» і «Коваксин». Обидві вони експортуються та використовуються як гранти для інших країн урядом Індії.

#### Ковішелд
1 січня 2021 року регуляторне агентство Індії схвалило екстрене або умовне використання вакцини «Ковішелд». «Ковішелд» розроблено Оксфордським університетом та його дочірньою компанією «Vaccitech».

#### Коваксин
2 січня 2021 року перша чисто індійська вакцина проти COVID-19 «Коваксин», розроблена компанією «Bharat Biotech» у співпраці з Індійською радою медичних досліджень і Національним інститутом вірусології, отримала схвалення від індійського регуляторного агентства для екстреного або умовного використання.

### Постачання вакцин
Індія розпочала постачання вакцин за кордон 20 січня 2021 року, лише через 4 дні після початку власної програми вакцинації. Бутан і Мальдіви були першими країнами, які отримали вакцини як грант від Індії. За цим швидко відбулися поставки до Непалу, Бангладеш, М'янми та Сейшельських островів. До середини березня 2021 року Індія також постачала вакцини на комерційній основі в такі країни, як Канада, Велика Британія та Саудівська Аравія.
Станом на 21 лютого 2022 року Індія експортувала загалом 162963500 доз, включаючи 14267000 доз, наданих як грант понад 96 країнам, а також миротворцям ООН і працівникам охорони здоров'я ООН.
Інститут сироватки крові Індії був обраний ключовим постачальником економічно ефективних вакцин проти COVID-19 для ініціативи COVAX. 19,8 мільйонів доз вакцини «Ковішелд» були поставлені Індією в різні країни в рамках ініціативи. У травні 2021 року, коли COVAX вже бракувало 140 мільйонів доз, Інститут сироватки крові оголосив, що очікує призупинення поставок вакцини для COVAX до кінця 2021 року через другу хвилю COVID-19 в Індії та заборона США на експорт ключової сировини.

### Міжнародна реакція

#### Міжнародні організації
- МВФ: Головний економіст МВФ Гіта Гопінат похвалив Індію за те, що вона зіграла ключову роль під час кризи, відправивши вакцини багатьом країнам. Вона сказала: «Я також хочу зазначити, що Індія справді виділяється з точки зору своєї політики щодо вакцин. Якщо ви подивитеся, де саме у світі знаходиться один центр виробництва вакцин — це буде Індія».[182]

#### Країни
- Ямайка Ямайка від імені країн Африки, Карибського басейну та Тихоокеанського регіону подякувала Індії за зусилля з доставки вакцин до країн, що розвиваються, і найменш розвинених країн.[183]
- Непал Прем'єр-міністр Непалу Кхадга Прасад Шарма Олі подякував Індії, заявивши «Ми отримали швидкий шанс ввести вакцину проти COVID-19. За це я дякую нашій сусідній країні Індії, її уряду, народу, а особливо прем'єр-міністру Нарендрі Моді. Вони надіслали нам 100 мільйонів доз вакцин як грант за тиждень після початку вакцинації в Індії».[184]
- Сент-Люсія Сент-Люсія від імені КАРІКОМ подякувала Індії за надання їм вакцини.[183][185]
- Барбадос Прем'єр-міністр Барбадосу Міа Моттлі подякувала прем'єр-міністру Нарендру Моді за постачання вакцин від COVID-19, зроблених в Індії. Вона написала у твіттері: «Прем'єр-міністр Моді дав змогу понад 40 тисячам людей на Барбадосі та десяткам тисяч інших людей отримати свою першу дозу „Ковішелд“ за допомогою „Vaccine Maitri“, яка їх доставляє. Справжня демонстрація щедрості. Дякуємо вам і бажаємо вам і надалі здоров'я».[186]
- Антигуа і Барбуда Прем'єр-міністр Антигуа і Барбуди Гастон Браун подякував прем'єр-міністру Індії Нарендру Моді «за демонстрацію акту доброзичливості, доброти та співчуття», за відправку вакцин до країн Карибського басейну.[187]
- Афганістан Посол Афганістану в Індії Фарід Мамундзай сказав: «Дякую, Індія, за те, що в перший день 2022 року надала афганцям рятівний подарунок!»[188]

#### Лідери, які отримали вакцини, надані Індією
- Камбоджа — Хенг Самрін, Сей Чхум[189]
- Непал — Кхадга Прасад Шарма Олі[190]

### Галерея

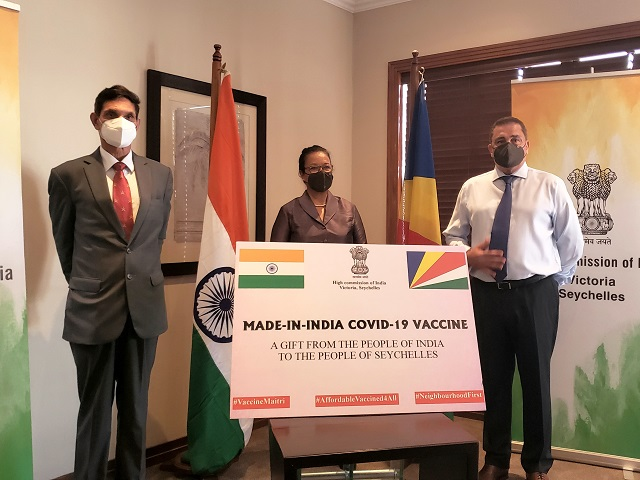
Вакцина проти COVID-19 з Індії прибула на Сейшельські острови.
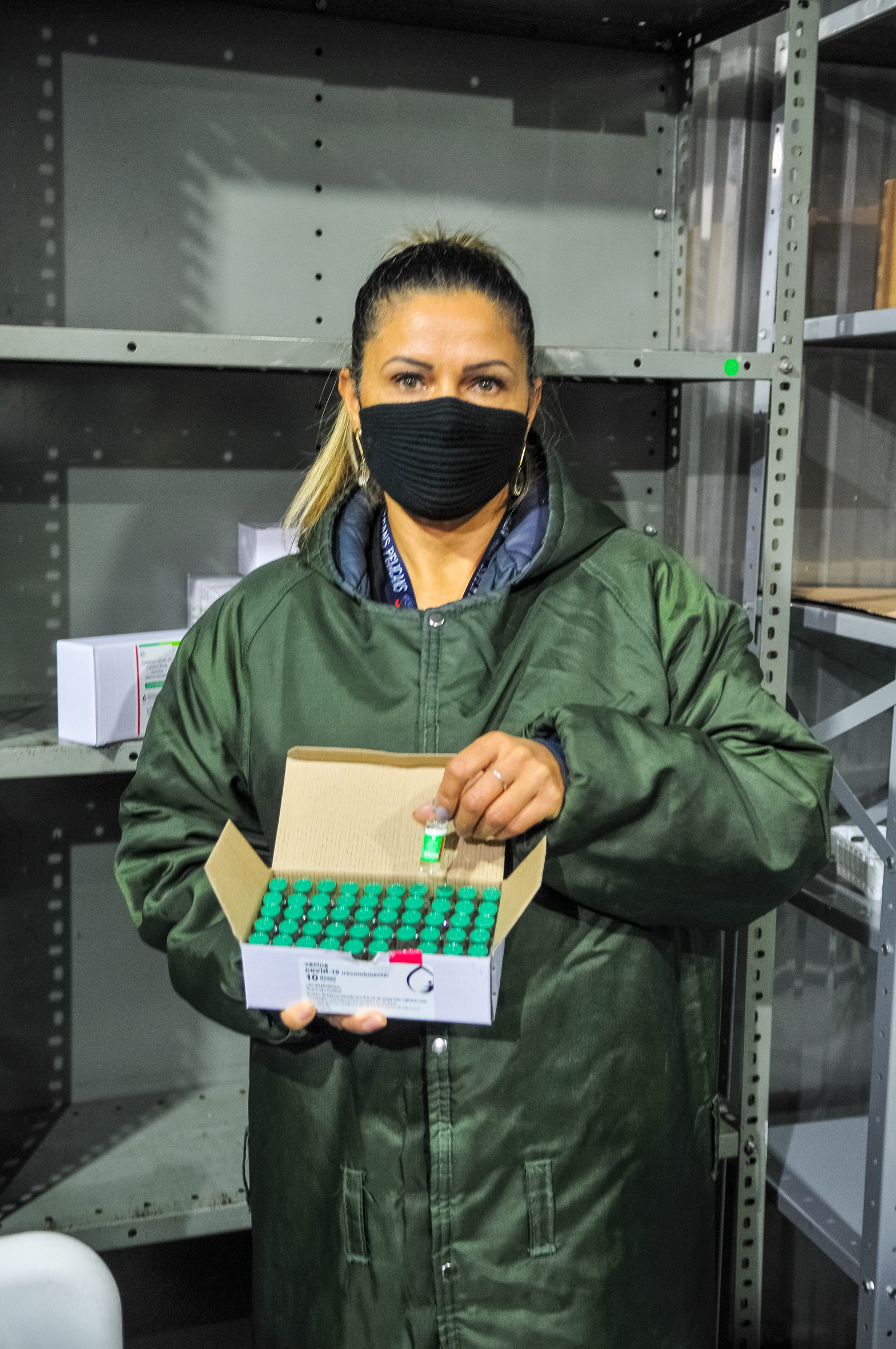
Доставка вакцини «Ковішелд» проти COVID-19 з Індії до Бразилії
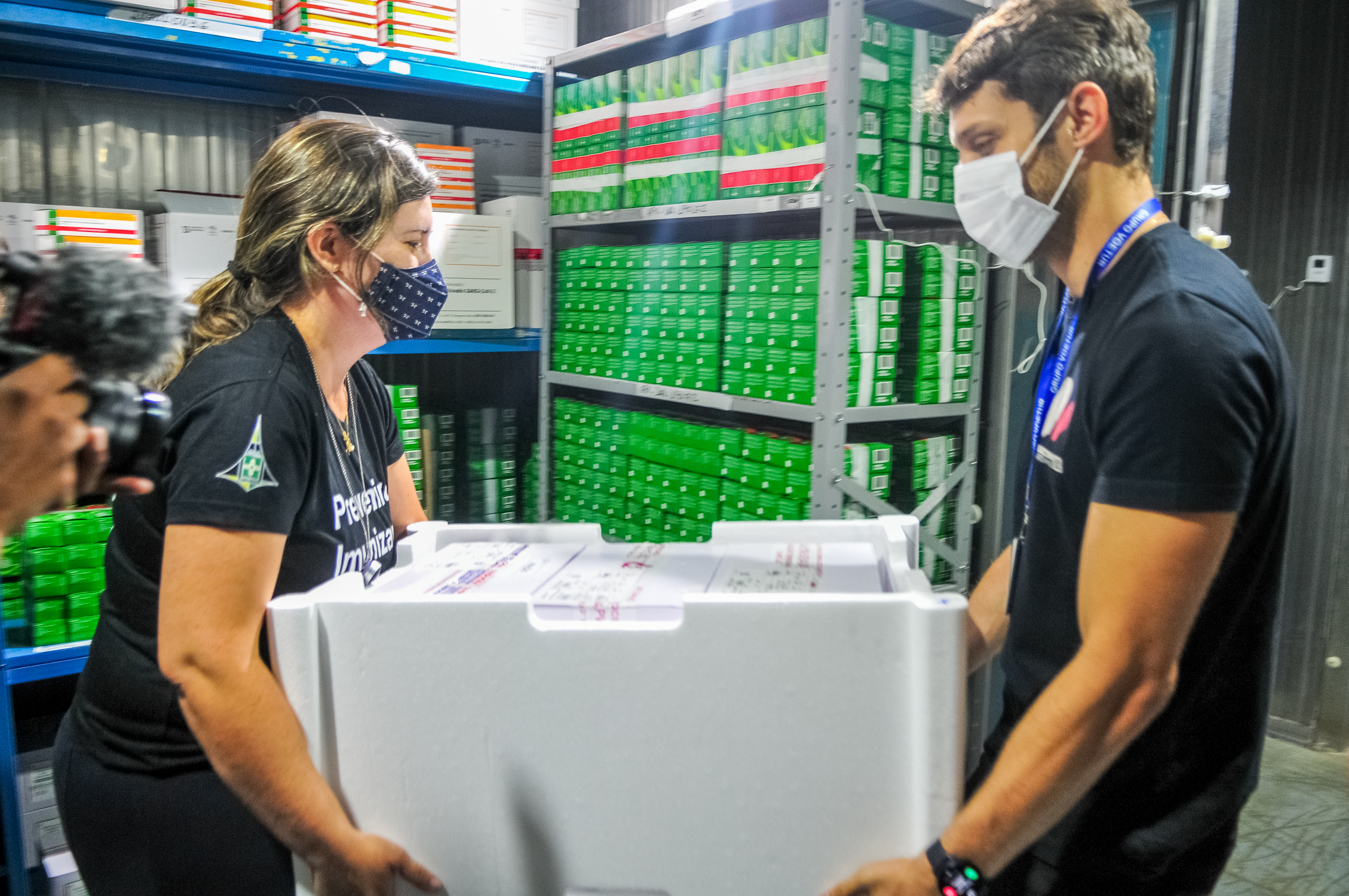
Доставка вакцини «Ковішелд» проти COVID-19 з Індії до Бразилії.
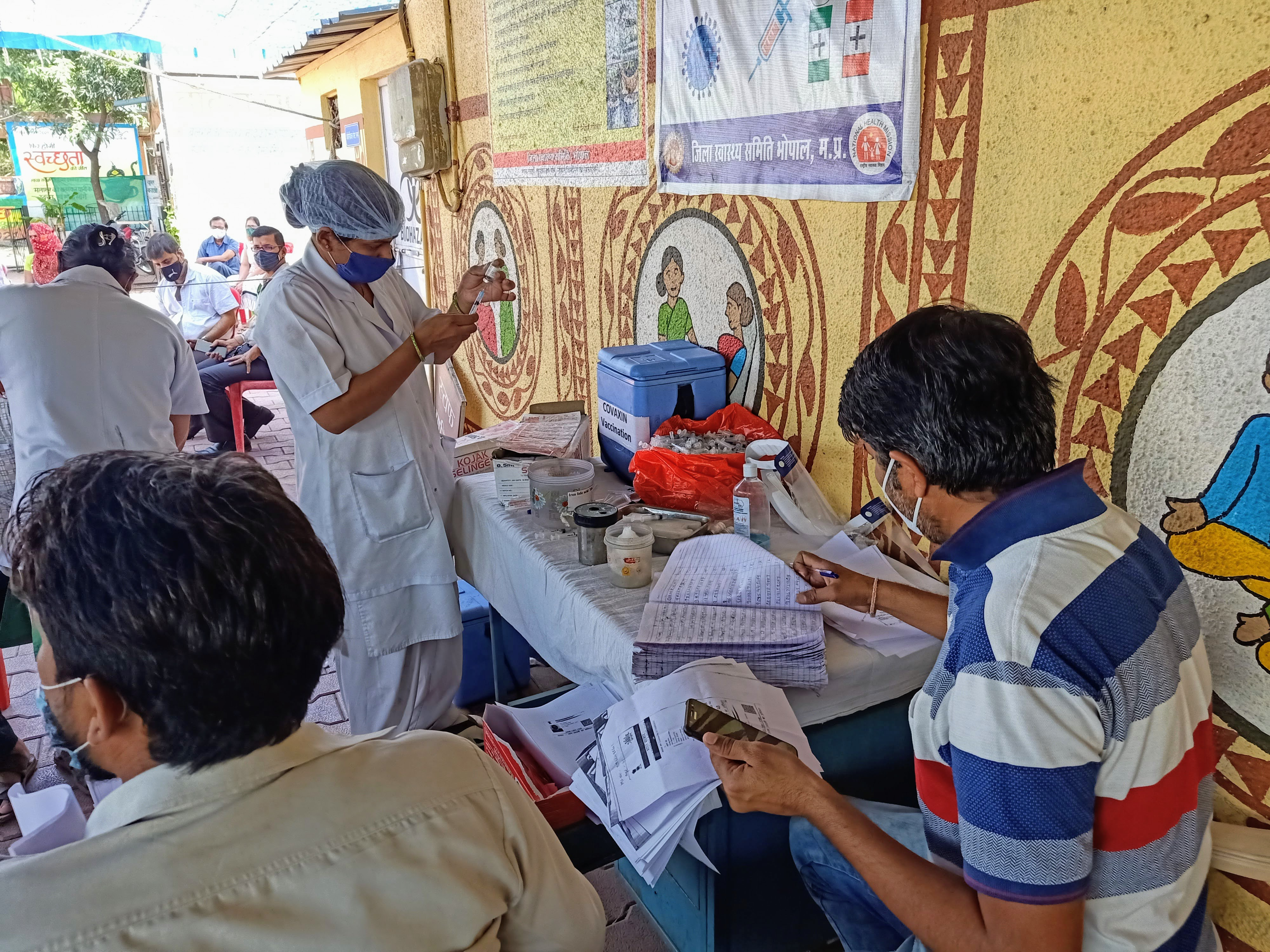
Вакцинація для профілактики COVID у Бхопалі, Індія.

## Статистика проведення вакцинації за штатом або союзною територією
| Штат/союзна територія                                    | Населення (прогноз перепису на 2021 рік) | 1 доза       | 2 доза       | Додаткова/бустерна доза | ВВедено загалом доз | Процент вакцинованих однією дозою | Процент вакцинованих двома дозами |
| Індія                                                    | 1389419783                               | 1025789302   | 952033158    | 228593024               | 2206415484          | 73%                               | 6854%                             |
| -------------------------------------------------------- | ---------------------------------------- | ------------ | ------------ | ----------------------- | ------------------- | --------------------------------- | --------------------------------- |
| Андаманські і Нікобарські острови                        | 4,00,000                                 | 3,47,616     | 3,53,284     | 2,90,363                | 9,91,263            | 87%                               | 88%                               |
| Андхра-Прадеш                                            | 5,27,87,000                              | 4,47,04,006  | 4,75,78,542  | 1,86,73,709             | 11,09,56,257        | 85%                               | 90%                               |
| Аруначал-Прадеш                                          | 15,33,000                                | 9,61,347     | 8,21,814     | 1,41,357                | 19,24,518           | 63%                               | 54%                               |
| Ассам                                                    | 3,50,43,000                              | 2,48,12,811  | 2,21,46,472  | 33,70,486               | 5,03,29,769         | 71%                               | 63%                               |
| Біхар                                                    | 12,30,83,000                             | 7,34,81,173  | 6,79,02,890  | 1,58,80,011             | 15,72,64,074        | 60%                               | 55%                               |
| Чандігарх                                                | 12,08,000                                | 11,85,483    | 9,88,149     | 1,13,952                | 22,87,584           | 98%                               | 82%                               |
| Чхаттісгарх                                              | 2,94,93,000                              | 2,12,67,642  | 2,03,43,637  | 75,56,167               | 4,91,67,446         | 72%                               | 69%                               |
| Дадра і Нагар-Хавелі                                     | 6,08,000                                 | 4,62,349     | 3,56,857     | 80,437                  | 8,99,643            | 76%                               | 59%                               |
| Даман і Діу                                              | 4,09,000                                 | 3,19,979     | 2,80,074     | 79,977                  | 6,80,030            | 78%                               | 68%                               |
| Делі                                                     | 2,05,71,000                              | 1,82,95,806  | 1,57,15,408  | 33,90,516               | 3,74,01,730         | 89%                               | 77%                               |
| Гоа                                                      | 15,59,000                                | 14,40,021    | 12,95,703    | 1,38,544                | 28,74,268           | 92%                               | 83%                               |
| Гуджарат                                                 | 6,97,88,000                              | 5,43,96,424  | 5,40,29,392  | 1,96,58,376             | 12,80,84,192        | 78%                               | 77%                               |
| Хар'яна                                                  | 2,94,83,000                              | 2,36,78,004  | 1,98,37,948  | 19,93,858               | 4,55,09,810         | 80%                               | 67%                               |
| Гімачал-Прадеш                                           | 73,94,000                                | 66,46,431    | 63,27,364    | 23,48,606               | 1,53,22,401         | 90%                               | 86%                               |
| Джамму і Кашмір                                          | 1,34,08,000                              | 1,13,72,533  | 1,17,68,086  | 16,41,339               | 2,47,81,958         | 84%                               | 87%                               |
| Джаркханд                                                | 3,84,71,000                              | 2,39,67,125  | 1,78,51,928  | 20,38,403               | 4,38,57,456         | 62%                               | 46%                               |
| Карнатака                                                | 6,68,45,000                              | 5,51,73,853  | 5,53,90,664  | 1,15,80,517             | 12,21,45,034        | 82%                               | 83%                               |
| Керала                                                   | 3,54,89,000                              | 2,91,49,999  | 2,52,69,114  | 30,83,315               | 5,75,02,428         | 82%                               | 71%                               |
| Ладакх                                                   | 2,97,000                                 | 2,38,303     | 2,04,097     | 1,24,714                | 5,67,114            | 80%                               | 69%                               |
| Лакшадвіп                                                | 68,000                                   | 61,813       | 60,521       | 22,926                  | 1,45,260            | 91%                               | 89%                               |
| Мадх'я-Прадеш                                            | 8,45,16,000                              | 6,07,49,230  | 5,92,31,988  | 1,39,55,836             | 13,39,37,054        | 72%                               | 70%                               |
| Махараштра                                               | 12,44,37,000                             | 9,16,68,492  | 7,66,19,826  | 96,49,039               | 17,79,37,357        | 74%                               | 62%                               |
| Маніпур                                                  | 31,65,000                                | 16,49,406    | 13,39,146    | 2,80,404                | 32,68,956           | 52%                               | 42%                               |
| Мегхалая                                                 | 32,88,000                                | 14,46,758    | 10,87,649    | 91,016                  | 26,25,423           | 44%                               | 33%                               |
| Мізорам                                                  | 12,16,000                                | 8,94,318     | 7,50,177     | 1,48,803                | 17,93,298           | 74%                               | 62%                               |
| Нагаленд                                                 | 21,92,000                                | 9,23,844     | 7,44,853     | 70,898                  | 17,39,595           | 42%                               | 34%                               |
| Одіша                                                    | 4,56,96,000                              | 3,52,50,660  | 3,30,11,967  | 1,32,82,350             | 8,15,44,977         | 77%                               | 72%                               |
| Пондішері                                                | 15,71,000                                | 9,94,613     | 8,68,099     | 4,11,347                | 22,74,059           | 63%                               | 55%                               |
| Пенджаб                                                  | 3,03,39,000                              | 2,41,61,300  | 2,09,93,294  | 18,88,564               | 4,70,43,158         | 80%                               | 69%                               |
| Раджастхан                                               | 7,92,81,000                              | 5,70,33,302  | 5,10,28,962  | 76,28,646               | 11,56,90,910        | 72%                               | 64%                               |
| Сіккім                                                   | 6,77,000                                 | 5,91,875     | 5,54,656     | 2,13,916                | 13,60,447           | 87%                               | 82%                               |
| Тамілнад                                                 | 7,64,02,000                              | 6,12,13,217  | 5,72,16,684  | 90,89,575               | 12,75,19,476        | 80%                               | 75%                               |
| Телангана                                                | 3,77,25,000                              | 3,24,46,658  | 3,15,58,188  | 1,35,45,844             | 7,75,50,690         | 86%                               | 84%                               |
| Трипура                                                  | 40,71,000                                | 29,16,816    | 25,23,858    | 4,78,322                | 59,18,996           | 72%                               | 62%                               |
| Уттар-Прадеш                                             | 23,09,07,000                             | 17,69,98,255 | 16,89,68,355 | 4,60,35,998             | 39,20,02,608        | 77%                               | 73%                               |
| Уттаракханд                                              | 1,13,99,000                              | 91,18,200    | 87,30,370    | 22,85,740               | 2,01,34,310         | 8069%                             | 7726%                             |
| Західний Бенгал                                          | 9,81,25,000                              | 7,35,26,540  | 6,67,04,028  | 1,58,55,654             | 15,60,86,222        | 75%                               | 68%                               |
| Загалом                                                  | —                                        | 22,43,100    | 15,79,114    | 14,73,499               | 52,95,713           | —                                 | —                                 |
| Станом на 4 березня 2023 року, 7:00 за стандартним часом |                                          |              |              |                         |                     |                                   |                                   |

Станом на 4 березня 2023 року вакцинацію мають лише особи віком від 12 років. Відсоток щепленого населення, наведений у таблиці вище, відповідає прогнозованому населенню Індії в усіх вікових групах на 2021 рік. За даними уряду, виходячи з прогнозованого підрахунку на середину 2021 року, загальна чисельність населення країни віком від 12 років становить приблизно 1,08 мільярда. Близько 94,61 % населення країни віком від 12 років отримали принаймні одну дозу вакцини проти COVID-19 з початку вакцинації. На додаток до цього, 87,81 % відповідного населення були повністю вакциновані.

## Прийняття вакцинації в Індії
Понад 80 % населення Індії позитивно реагували на щеплення проти COVID-19. В Індії одина з найнижчих у світі показників вагань щодо вакцинації. У перші місяці 2021 року існували сумніви щодо вакцинації, особливо в сільській місцевості Індії та серед бідних і племінних верств населення. Постійне інформування уряду та громадськості різко зменшило вагання щодо вакцинації. З травня 2021 року більше половини добових доз, введених в Індії, припадало на сільські райони. Центри вакцинації в Індії стали свідками великої кількості людей, які бажали отримати вакцину проти COVID-19, що призвело до переповненості та поганого управління. Багато центрів по всій Індії в квітні та травні повідомили про серйозну нестачу вакцин проти COVID-19 через велику кількість людей, які приходили на щеплення. У таких містах, як Мумбаї, Нью-Делі, Бенгалуру, багато людей навіть після багатогодинного очікування не отримали вакцинації від COVID-19 через дефіцит. З липня постачання вакцин різко зросло, тому в Індії щеплення проводились дуже швидкими темпами.
Одне з опублікованих досліджень щодо прийнятності вакцин показує, що 79,5 % жителів Делі хотіли зробити щеплення від COVID-19. В іншому дослідженні, опублікованому у Західному Бенгалі, штаті на сході Індії, показано, що 77,27 % опитаних хочуть отримати вакцинацію проти COVID-19. Згідно з результатами цих двох досліджень, можна було очікувати, що понад 75 % осіб в Індії хочуть отримати вакцинацію проти COVID-19.
У штаті Уттар-Прадеш досягнуто 100 % охоплення першою дозою вакцинації проти COVID-19, було введено понад 26 мільйонів доз, що стало найвищим показником в Індії. Усе відповідне населення отримало першу дозу вакцини. Майже 70 % дорослого населення було повністю вакциновано. Команди охорони здоров'я штату похвалили за введення понад 7 мільйонів доз у січні 2021 року.

## Побічні ефекти
Як і багато інших щеплень, вакцини проти COVID-19 також можуть спричинити побічні ефекти. За даними міністерства охорони здоров'я та сім'ї Індії, найпоширенішими побічними ефектами були біль або набряк у місці ін'єкції, гарячка, дратівливість і головний біль. Уряд Великої Британії також зазначає як поширені побічні ефекти оксфордської вакцини (в Індії знана як «Ковішелд») втому, нудоту та біль у суглобах. Медичні експерти стверджують, що вакцини, які використовуються, є безпечними, а користь від них переважає ризики. Також важливо зазначити, що несприятливі випадки не обов'язково мають причинно-наслідковий зв'язок із вакцинами.
Загалом до 29 березня 2021 року в країні було зареєстровано 617 серйозних побічних ефектів, з них 180 випадків призвели до смерті. Відділ технічної підтримки імунізації федерального міністерства охорони здоров'я вивчив 192 тисяч повідомлень про випадки побічних явищ, у тому числі 12400 смертельних випадків. У понад половині досліджених випадків смерті причиною смерті був гострий коронарний синдром. Проте документація була оформлена лише по 3,5 тисячах випадків.
Станом на 7 червня 2021 року було зареєстровано 26 тисяч побічних ефектів після імунізації. З них 24901 були незначними, 412 серйозними і 887 серйозними. Також повідомлялося про 488 смертей, серед них 301 чоловік і 178 жінок (подробиці про 9 смертей відсутні). Обидві вакцини мали частоту побічних реакцій приблизно 0,01 % і летальність близько 0,0001 % — 24703 події та 457 смертей від 210 мільйонів доз «Ковішелд», 1497 подій і 20 смертей після 25 мільйонів доз «Коваксин». Найбільше несприятливих подій було зареєстровано в Махараштрі (4521), потім у Кералі (4074), Карнатаці (2650) і Західному Бенгалі.
15 червня уряд опублікував огляд повідомлень про випадки побічної дії вакцини, які сталися в період з 5 лютого по 31 березня 2021 року, зосередивши увагу на 31 випадку та одній смерті від анафілаксії, які, як вважають, були пов'язані з вакциною, з майже 60 мільйонів доз, введених за цей період часу. Лише 3 з цих випадків і єдина смерть 68-річного пацієнта були визначені як «пов'язані з впливом вакцини», а решта були класифіковані як випадкові, невизначені або некласифіковані. У звіті було зазначено, що «просте повідомлення про смерті та госпіталізацію як про серйозні побічні явища не означає автоматично, що явища були спричинені вакцинами. Лише належним чином проведені розслідування та оцінка причинного зв'язку можуть допомогти зрозуміти, чи існує причинно-наслідковий зв'язок між подією та вакциною».